# Ziua națională a Franței
Ziua națională a Franței  (în franceză La Fête Nationale) este sărbătorită în fiecare an pe 14 iulie.

## Istorie
În anul 1849, o sărbătoare națională este sărbătorită la 4 mai, aniversarea proclamării Republicii sau ratificarea de către Adunarea Națională.
În anul 1878, o sărbătoare națională are loc pe 30 iunie, în timpul Expoziției Universale din 1878. Ea este imortalizată în mai multe tablouri de Claude Monet.
14 iulie nu este numai sărbătorirea revoluției din 1789 (cucerirea sau predarea Bastiliei, după punct de vedere) ci și aniversarea Sărbătorii Federației (Fête de la Fédération) de la 14 iulie 1790 (sărbătoarea reconcilierii și unității tuturor francezilor unde regele Ludovic al XVI-lea a jurat credință Națiunii și legii).
Instituită în 1880, ziua națională a Franței aniversează implicit ambele evenimente, fiindcă legea care a instituit sărbătoarea națională specifică numai data de 14 iulie, fără să facă referință la an.
„Dar, pentru cei dintre colegii noștri pe care amintiri tragice i-ar face să ezite, reamintesc faptul că 14 iulie 1789, acel 14 iulie care a văzut luarea Bastiliei, a fost urmat de un alt 14 iulie, cel din 1790, care a consacrat pe primul, prin adeziunea întregii Franțe, în conformitate cu inițiativa de la Bordeaux și din Bretania. Aceasta a doua zi a lui 14 iulie, care nu a costat nici o picătură de sânge sau o lacrimă, în această zi a Federației Mare, sperăm ca nici unul dintre voi nu va refuza să ni se alăture ca să o reînnoiască și să o perpetueze, ca simbol al uniunii frățești din toate părțile Franței și a tuturor cetățenilor francezi, în libertate și egalitate. 14 iulie 1790 este cea mai frumoasă zi din istoria Franței, și, probabil, din toată istoria. În această zi a fost în sfârșit realizată unitatea națională, preparată de eforturile depuse de atât de multe generații și de atăția oameni mari, cărora posteritatea le păstrează o aminire recunoscătoare. Federația, în acea zi, a însemnat unitatea voluntară””—Extras din raportul senatorului Henri Martin în numele comisiei parlamentare însărcinate să examineze proiectul de lege din 1880.
Unul dintre principalele evenimente dedicate sărbătorii naționale este o paradă militară, care se desfășoară în prezent pe Bulevardul Champs-Élysées. Dar locul de desfășurare a paradei de-a lungul istoriei s-a schimbat de multe ori. În primii ani după înființarea festivităților și până în 1914, parada a avut loc la pista de curse Longchamp. La sfârșitul primului război mondial, parada s-a mutat pe Champs Elysees, cu trecerea a trei mareșali victorioși (Joffre, Petain și Foch) în fruntea trupelor pe sub Arcul de Triumf din Paris. Dar, din 1921, ceremonia s-a schimbat din cauza amenajării Mormântului Soldatului Necunoscut de lângă Arcul de Triumf. La sfârșitul celui de-al doilea război mondial din 1945, parada a avut loc în Piața Bastiliei. Apoi, locul (și direcția) paradei s-au schimbat de mai multe ori: Piața Bastiliei, Piața Republicii, Avenue Vincennes, Champs Elysees. Numai din 1980, ceremonia modernă a fost acceptată.